# Фэнхошань

Тоннель Фэнхошань (风火山隧道 , Фэнхошань суйдао — тоннель Ветреного вулкана) — самый высокогорный железнодорожный тоннель в мире. Фэнхошань находится на Цинхай-Тибетской железной дороге на расстоянии около 350 км от города Голмуд,  на высоте 4900 метров над уровнем моря. Длина тоннеля 1338 метров.
Тоннель находится в  Юйшу-Тибетском автономном округе провинции Цинхай, близ границы уездов Джидё и Чумарлеб, у восточного края горной страны Кукушили.